# Вітольд Станевич
Вітольд Станевич (пол. Witold Staniewicz; 16 вересня 1887, Вільно — 14 червня 1966, Познань) — польський економіст і державний діяч, професор Львівської політехніки, Університету Стефана Баторія, Університету імені Адама Міцкевича в Познані; ректор Університету Стефана Баторія (1933-1936).

## Біографія
Народився в 1887 році у Вільно, закінчив місцеву гімназію зі срібною медаллю. Навчався в Ягеллонському університеті в Кракові і в Мюнхенському політехнікумі. У 1913 році повернувся до Вільно і займався господарством в сімейному маєтку в Троцькому повіті. У 1922 році був делегатом Віленського сейму.
Після Травневого перевороту, з 20 червня 1926 року до 4 грудня 1930 року, займав посаду міністра сільськогосподарських реформ у восьми кабінетах міністрів. У цей же період був також делегатом Сейму.
До 1931 року був професором Львівської політехніки, в 1931—1939 роках — професором Університету Стефана Баторія, в 1933—1936 роках — ректором Університету Стефана Баторія.
З 1946 року — професор Університету імені Адама Міцкевича в Познані, пізніше — Вищої школи сільського господарства в Познані.

## Наукова діяльність
У 1911 році Вітольд Станевич отримав ступінь доктора біологічних наук за наукову працю „Badania doświadczalne nad trawieniem tłuszczu u wymoczków“, написану під керівництвом Міхала Седлецького. Автор робіт з питань економіки сільського господарства й аграрної політики.

### Основні праці
- Witold Staniewicz. Deflacja polska w latach 1929–1936 / Wstęp i oprac. Kazimierz Badziak i Małgorzata Łapa. — Łódź : Ibidem, 2003. — ISBN 83-88679-35-X.(пол.)